# Galatasaray Spor Kulübü 2002-2003
Questa voce raccoglie le informazioni riguardanti il Galatasaray Spor Kulübü nelle competizioni ufficiali della stagione 2002-2003.

## Avvenimenti
Dopo l'esperienza biennale con Lucescu, alla guida del Galatasaray ritorna l'Imperatore, Fatih Terim. I giallorossi arrivano secondi in campionato dietro al Beşiktaş non superando i quarti di finale della coppa nazionale: escludono Yimpaş Yozgatspor e Ankaragücü venendo estromessi dal Malatyaspor 1-2.
In Europa il Galatasaray si ferma alla fase a gironi non riuscendo a superare Barcellona, Lokomotiv Mosca e Club Bruges.

## Organico 2002-2003

### Rosa
| N. |                                 | Ruolo | Calciatore      |
| -- | ------------------------------- | ----- | --------------- |
| 1  | Colombia (bandiera)             | P     | Faryd Mondragón |
| 2  | Turchia (bandiera)              | D     | Mehmet Polat    |
| 3  | Turchia (bandiera)              | D     | Bülent Korkmaz  |
| 4  | Brasile (bandiera)              | C     | João Batista    |
| 5  | Turchia (bandiera)              | C     | Emre Aşık       |
| 6  | Turchia (bandiera)              | A     | Arif Erdem      |
| 7  | Turchia (bandiera)              | A     | Berkant Göktan  |
| 8  | Turchia (bandiera)              | C     | Suat Kaya       |
| 9  | Turchia (bandiera)              | A     | Ümit Karan      |
| 10 | Brasile (bandiera)              | C     | Felipe          |
| 10 | Israele (bandiera)              | C     | Haim Revivo     |
| 11 | Turchia (bandiera)              | C     | Hasan Şaş       |
| 12 | Portogallo (bandiera)           | D     | Abel Xavier     |
| 14 | Bosnia ed Erzegovina (bandiera) | A     | Elvir Baljić    |

| N. |                         | Ruolo | Calciatore       |  |
| -- | ----------------------- | ----- | ---------------- |  |
| 16 | Turchia (bandiera)      | P     | Kerem Inan       |  |
| 17 | Brasile (bandiera)      | A     | Fabio Pinto      |  |
| 18 | Turchia (bandiera)      | C     | Ayhan Akman      |  |
| 19 | Turchia (bandiera)      | D     | Cihan Haspolatlı |  |
| 20 | Turchia (bandiera)      | c     | Volkan Arslan    |  |
| 21 | RD del Congo (bandiera) | A     | Ali Lukunku      |  |
| 22 | Turchia (bandiera)      | C     | Ümit Davala      |  |
| 23 | Brasile (bandiera)      | D     | Vedat İnceefe    |  |
| 30 | Turchia (bandiera)      | D     | Sabri Sarıoğlu   |  |
| 32 | Germania (bandiera)     | A     | Volkan Glatt     |  |
| 57 | Turchia (bandiera)      | D     | Hakan Ünsal      |  |
| 61 | Turchia (bandiera)      | P     | Mehmet Bölükbasi |  |
| 67 | Turchia (bandiera)      | C     | Ergün Penbe      |  |